# حمام فرح أباد
حمام فرح أباد (بالفارسية: حمام فرح‌آباد) هو حمام تاريخي يعود إلى القاجاريون، ويقع في مقاطعة ساري.